# سفیان حنیستار
سفیان حنیستار (انگلیسی: Sofiane Hanitser؛ زادهٔ ۲۰ نوامبر ۱۹۸۴) بازیکن فوتبال اهل الجزایر است.
از باشگاه‌هایی که در او آن بازی کرده‌، می‌توان به باشگاه فوتبال اتحاد الجزایر، باشگاه فوتبال مولودیه وهران و باشگاه فوتبال اتحاد الحراش اشاره کرد.
حنیستار همچنین در تیم‌های ملی فوتبال زیر ۲۳ سال الجزایر و الجزایر بازی کرده‌است.